# Reginbert von Hagenau

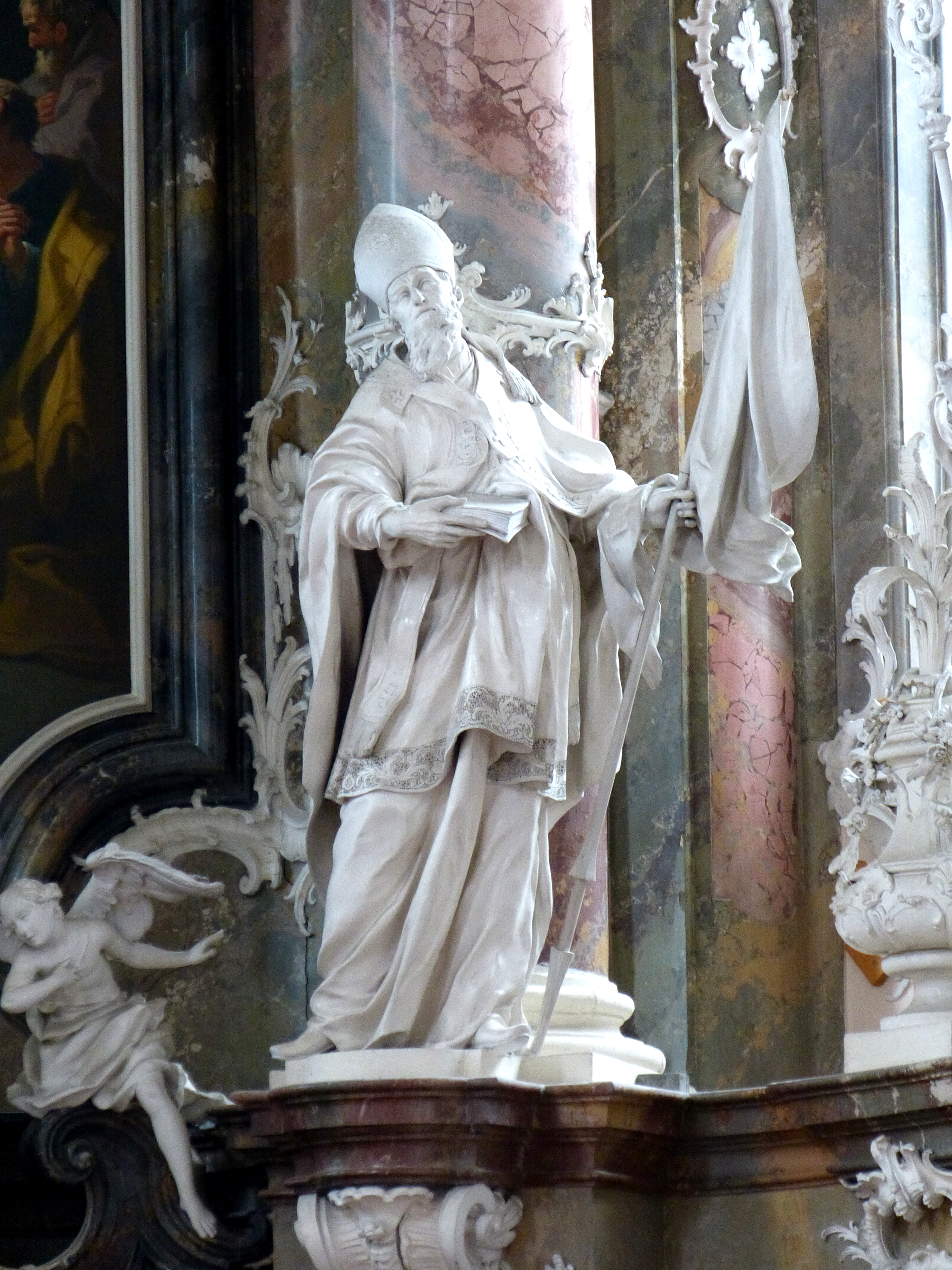
Statue (1760) Reginberts von Hagenau, Stiftskirche Engelszell/Oberösterreich

Reginbert von Hagenau (der Jüngere) auch Raimbert genannt († 10. November 1148, andere Angabe † November 1147) war 1130 Propst des Stiftes St. Pölten und 1138 Bischof von Passau.

## Herkunft
Reginbert entstammte dem Geschlecht der österreichischen Hochfreien und Herren von Hagenau. Sein Vater war Reimprecht (auch Reginbert I.) von Hagenau, der Mitstifter von Seitenstetten. Reginbert hatte einen älteren Bruder Werinhart und einen jüngeren namens Hartwig, sowie eine jüngere Schwester Richarde, die in die Familienstiftung Seitenstetten als Nonne eintrat. Reginbert wird in Urkunden jedoch ausdrücklich als einer aus dem Geschlecht der Grafen von Peylnstein und Playen (Plain) genannt, woraus sich eine Sippenverwandtschaft zwischen den Plainer und Hagenauer ableiten lässt.

## Leben
Spätestens 1130 war Reginbert Propst des Stiftes St. Pölten. Als Propst von St. Pölten ließ er das Epitaph seiner Eltern (die Mitstifter von Seitenstetten) aus dem Familiengrab der Filialkirche St. Peter am Anger in Außerkasten in die Stiftskirche Seitenstetten (St. Pölten) einbauen.
Nachdem Bischof Reginmar am 30. September 1138 gestorben war, wurde Reginbert zu dessen Nachfolger als Bischof von Passau gewählt. Im April oder Mai 1139 wurde er von Papst Innozenz II. zum Priester sowie zum Bischof geweiht. Dass zu diesem Zeitpunkt eine Priesterweihe notwendig war, deutet darauf hin, dass er bis dahin lediglich Diakon war.
Während seiner Amtsführung band er seine Familie, besonders seinen Bruder Hartwig, eng in die bischöfliche Politik ein. Im Konflikt zwischen Welfen und Staufern verhielt er sich pro-staufisch.
1139 übertrug er gegen den Willen bzw. ohne Beteiligung der Stiftskanoniker einem Kandidaten seiner Wahl die Propstwürde des 
Reichsstiftes Ranshofen. Reginbert musste dem Konvent allerdings nach einem Mandat des Papstes Innozenz II. die freie kanonische Wahl zugestehen, aus dieser ging Manegold hervor. Die Jahre 1139 bis 1144 waren durch einen Streit mit dem Kloster Reichersberg geprägt: Propst Gerhoch erhob bei Papst Innozenz II. Einspruch gegen die Zehntforderungen des Passauer Bischofs. Aufgrund der Beschlüsse der Synode zu Pisa 1135, nach denen Geistliche, die durch eigene Hand und mit eigenen Mitteln Güter bewirtschaften, nicht zu Zehntzahlungen verpflichtet waren, untersagte der Papst die Forderungen Reginberts. Dieser ignorierte das Mandat dreimal. Erst als Papst Lucius II. energischere Schritte unternahm, lenkte Reginbert ein und entging so vermutlich seiner Exkommunikation. 1140 nahm Reginbert am Frankfurter Reichstag teil. Ihm ist die Errichtung eines Spitals und um 1143 auch der Bau der ersten Innbrücke mit dem wehrhaften Torbau an der Residenz in Passau zu verdanken. Für den Ausfall des Fährgeldes wurde der Stift St. Nikola durch die Schenkung der Kirche zu Hartkirchen entschädigt. Unter Reginberts Führung wurden die Klöster Zwettl, Baumgartenberg, Suben, Altenburg und Waldhausen gegründet. 1146 ernannte er seinen Bruder Hartwig zum Vogt des Spitals in Vöcklabruck.
Als treuer Gefolgsmann der Staufer begleitete er Konrad III. auf den Zweiten Kreuzzug. Er brach 1147 mit seinem Kontingent auf, um sich in Regensburg dem Heer Konrads anzuschließen. Auf der Hinfahrt weihte Reginbert im selben Jahr die Stephanskirche in Wien, den Vorgängerbau des Stephansdoms (Patronat nach der Mutterkirche Passau). Auf der Rückreise von Palästina durch das Byzantinische Reich erkrankte er und starb dort am 10. November 1148.
Reginbert hatte zuvor seinen kinderlosen Bruder Hartwig von Hagenau überzeugt, bevor dieser sich mit ihm zusammen auf den Zweiten Kreuzzug begab, ein Testament zu Gunsten des Passauer Bistums zu machen. Tatsächlich kam auch Hartwig auf dem Kreuzzug um und ein Streit um Hartwigs nachgelassene Güter zwischen dem dritten Bruder Werinhardt von Hagenau mit dessen Söhnen und der Witwe Hartwigs war die Folge. Das Erzbistum Passau meldete ebenfalls seine Ansprüche an. Herzog Heinrich II. hielt einen Gerichtstag ab und entschied zu Gunsten des nunmehrigen Bischofs Konrad I. von Passau, der 1150 das Lehen Hagenau bei Braunau erhielt. Der Bruder Hartwigs und dessen Söhne wurden abgegolten.